# 達尼洛一世

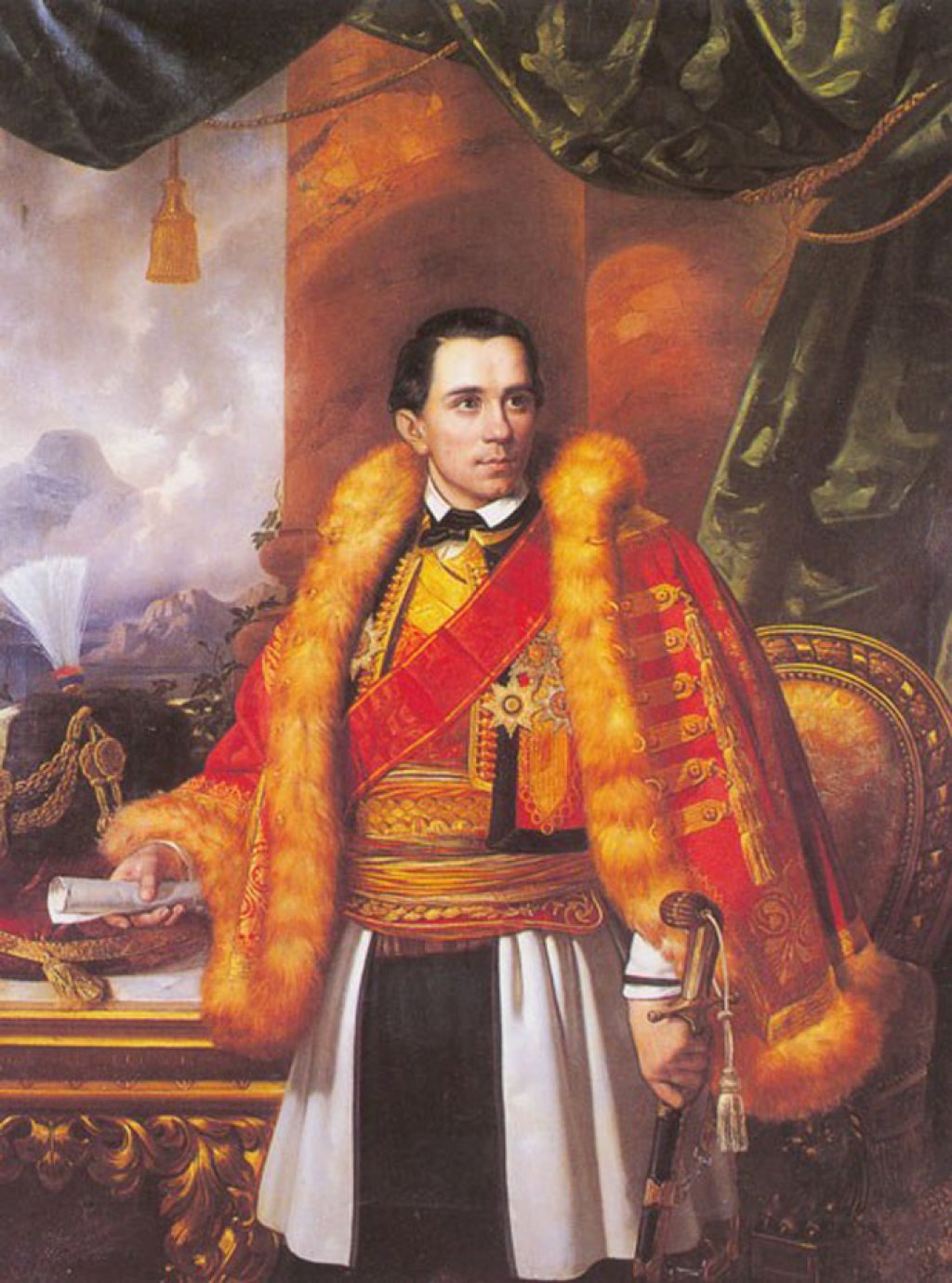
達尼洛一世親王官方畫像

達尼洛一世（1826年5月25日—1860年8月13日），黑山采邑主教和蒙特內哥羅親王，1851年至1860年在位。
1855年，達尼洛與達琳卡·科費基奇結婚，兩人的獨女奧爾加（Olga，1859年—1896年）於1859年出生。
1860年，達尼洛於科托爾被刺殺，其姪子尼古拉繼位為蒙特內哥羅親王。